# 圣但尼达克隆
圣但尼达克隆（法語：Saint-Denis-d'Aclon，法語發音：[sɛ̃ dəni daklɔ̃]）是法国滨海塞纳省的一个市镇，属于迪耶普区。

## 地理
圣但尼达克隆（49°51'59"N, 0°57'14"E）面积2.42 平方千米，位于法国诺曼底大区滨海塞纳省，该省份为法国北部沿海省份，其西部及北部濒大西洋英吉利海峡，东起顺时针与索姆省、瓦兹省、厄尔省和卡爾瓦多斯省接壤。
与圣但尼达克隆接壤的市镇（或旧市镇、城区）包括：昂布吕梅尼勒、阿夫勒梅尼勒、隆格伊、乌维尔拉里维耶尔。

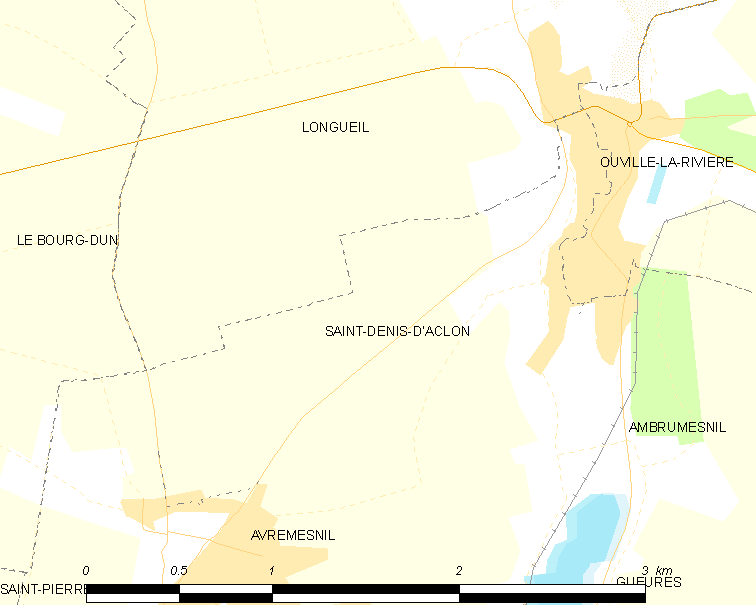
圣但尼达克隆的OSM定位图

圣但尼达克隆的时区为UTC+01:00、UTC+02:00（夏令时）。

## 行政
圣但尼达克隆的邮政编码为76860，INSEE市镇编码为76572。

## 政治
圣但尼达克隆所属的省级选区为迪耶普第一县。

## 人口

1962-2008年间圣但尼达克隆人口变化图示

圣但尼达克隆于2022年1月1日时的人口数量为128人。